# Trattativa Stato-mafia
La trattativa Stato-mafia è stata una negoziazione svolta a più riprese tra esponenti delle istituzioni italiane e rappresentanti dell'associazione mafiosa Cosa nostra durante le stragi del 1992-1993 con l'intenzione di porre fine alle stragi in cambio di favori concessi all'associazione mafiosa da parte delle istituzioni. Secondo alcune fonti, si sarebbe anche potuto parlare, al plurale, di "trattative Stato-mafia". L'inizio della trattativa sarebbe riconducibile all'omicidio di Salvo Lima (12 marzo 1992), referente politico di Cosa nostra, assassinato dall'organizzazione per non averne difeso gli interessi nel corso del maxiprocesso di Palermo, conclusosi il 30 gennaio 1992 con la condanna definitiva di centinaia di mafiosi.
In seguito alle testimonianze raccolte dai numerosi collaboratori di giustizia fu istruito il processo sulla trattativa Stato-mafia che con la sentenza di primo grado del 2018 ha confermato gli avvenimenti condannando oltre agli esponenti mafiosi anche quelli istituzionali. Nel 2021, la Corte d'Appello di Palermo ha assolto gli esponenti istituzionali dalle accuse di "minaccia a Corpo politico dello Stato", condannando quelli mafiosi per la minaccia perpetrata allo Stato. La sentenza è stata poi confermata dalla Corte di cassazione nel 2023, che ha confermato l'assoluzione degli esponenti istituzionali e dichiarato l'avvenuta prescrizione dei boss mafiosi imputati.
In sintesi, secondo la sentenza definitiva della Cassazione, la trattativa Stato-mafia è storicamente accertata ma non è stata considerata penalmente rilevante in sede giudiziaria, perché mancava l’intenzione dolosa e la prova che gli ufficiali del ROS coinvolti nella trattativa volessero davvero favorire il ricatto mafioso. Questa sentenza ha suscitato molte controversie. Tra i critici più autorevoli vi è Nino Di Matteo, sostituto procuratore nazionale antimafia e membro del pool che ha condotto le indagini, il quale ha parlato di un “colpo di spugna per cancellare verità troppo scabrose per il Paese".

## Origini della trattativa

### Il maxiprocesso

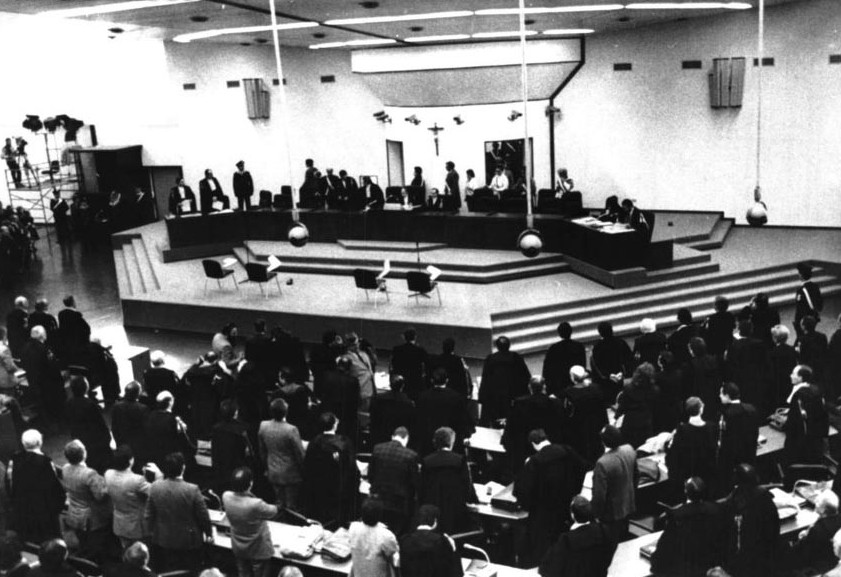
Una seduta del maxiprocesso di Palermo nell'aula bunker del carcere dell'Ucciardone

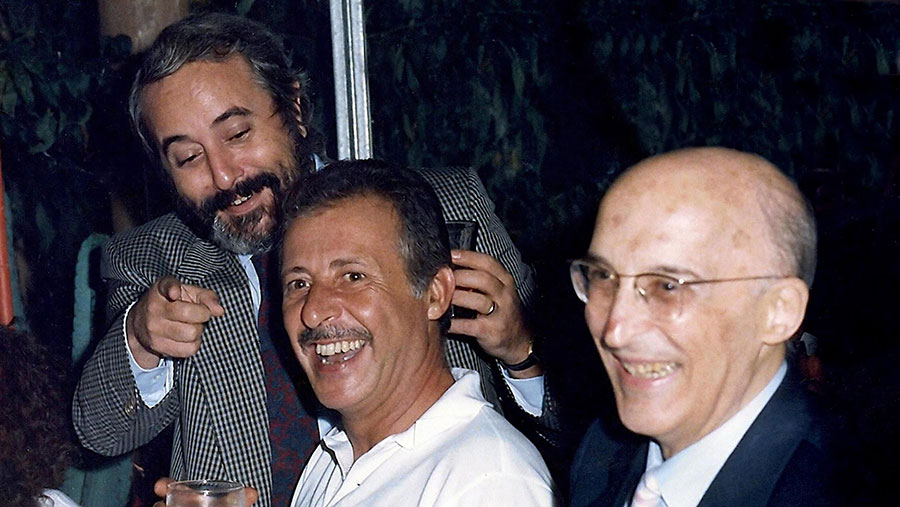
I magistrati anti-mafia (da sinistra a destra) Giovanni Falcone, Paolo Borsellino e Antonino Caponnetto

L'estrema violenza con cui avvenne la seconda guerra di mafia pose fine alla tradizionale convivenza tra cosa nostra e lo Stato. Con il miglioramento delle metodologie investigative e la creazione del pool antimafia da parte del magistrato Rocco Chinnici (ucciso dalla mafia il 29 luglio 1983 e succeduto da Antonino Caponnetto) fu possibile dare inizio a una serie di indagini contro il fenomeno mafioso siciliano. Grazie all'acquisizione delle testimonianze dei boss mafiosi Salvatore Contorno e Tommaso Buscetta e al continuo lavoro di diversi magistrati tra cui Giovanni Falcone e Paolo Borsellino le indagini portarono all'istruzione e allo svolgimento del maxiprocesso di Palermo. Il processo di primo grado cominciò il 10 febbraio 1986 nell'aula bunker del carcere dell'Ucciardone per poi proseguire con l'appello il 22 febbraio 1989 e infine in Cassazione dove, in seguito alla sostituzione del giudice Corrado Carnevale detto "l'ammazza sentenze", il processo fu concluso il 30 gennaio 1992. La sentenza fu molto severa e vide la condanna della maggior parte degli oltre quattrocento imputati a pesanti pene detentive, mentre i boss furono condannati all'ergastolo.

### La reazione di Riina al maxiprocesso
Secondo la testimonianza del capomandamento Giovanni Brusca già a partire dal 1990 il capo di cosa nostra, Salvatore Riina, organizzò numerose riunioni della commissione regionale e provinciale per discutere dello sviluppo del maxiprocesso e del suo possibile esito che fino a quel momento sembrava essere favorevole a cosa nostra. Nel corso del maxiprocesso si ebbe un periodo di "sommersione" dell'attività stragista mafiosa che terminò il 9 agosto 1991 con l'omicidio del magistrato Antonino Scopelliti avvenuto in Calabria per depistare gli inquirenti. La volontà del magistrato Giovanni Falcone di sostituire il giudice Carnevale nell'ambito del maxiprocesso però iniziò a destare serie preoccupazioni all'interno dell'organizzazione criminale.
Secondo la testimonianza di Filippo Malvagna, nipote del boss catanese Giuseppe Pulvirenti, alla fine del 1991, quando ormai era a tutti chiaro l'esito che avrebbe avuto il maxiprocesso, si tenne nei pressi di Enna una riunione della commissione regionale in cui fu deciso di dare inizio a una serie di azioni terroristiche contro lo Stato e le istituzioni che sarebbero state rivendicate dalla sigla "Falange Armata", in modo da evitare almeno inizialmente il diretto collegamento con cosa nostra. Secondo quanto raccontato da Malvagna in quella riunione Riina pronunciò la frase: «Qua bisogna prima fare la guerra per poi fare la pace».
Secondo i boss Giovanni Brusca e Antonino Giuffrè nel dicembre del 1991 il "capo dei capi" Salvatore Riina organizzò una riunione della commissione provinciale di Palermo per ribadire la decisione di iniziare una guerra contro lo Stato già comunicata precedentemente alla commissione regionale. Nel corso della riunione Riina decretò, con il silenzio-assenso di tutti i capimandamento, l'uccisione dei magistrati Giovanni Falcone e Paolo Borsellino e del parlamentare siciliano della Democrazia Cristiana Salvo Lima, reo di non aver difeso gli interessi di cosa nostra nel corso del maxiprocesso.

#### L'omicidio Lima

Il cadavere del parlamentare democristiano Salvo Lima

Secondo la testimonianza di Francesco di Carlo, Salvo Lima, membro democristiano della corrente andreottiana, costituì fin dagli anni sessanta il punto di contatto tra la mafia e le istituzioni. Stando alle dichiarazioni di Giovanni Brusca e Antonino Giuffrè, Salvo Lima era tramite i cugini Salvo il diretto referente politico di Salvatore Riina e più in generale di tutti i massimi esponenti di Cosa nostra, come Michele Greco e Stefano Bontate, quest'ultimo ucciso per volere di Riina nel corso della seconda guerra di mafia ed era per lo più incaricato della gestione degli appalti da assegnare a Cosa nostra.
Sul finire degli anni ottanta il disinteresse di Lima verso il maxiprocesso provocò l'ira di Riina e dell'intera commissione che, come già citato, in una riunione del dicembre del 1991 dichiarò la sua volontà di eliminare alcuni uomini delle istituzioni particolarmente avversi alla mafia e tutti quei politici vicini a Cosa nostra che non erano riusciti a difenderla nel corso del maxiprocesso. Per l'affiliato Francesco di Carlo oltre a Lima, Falcone e Borsellino furono inclusi anche numerosi politici democristiani e socialisti tra questi l'allora presidente del consiglio Giulio Andreotti, il ministro per gli interventi straordinari del Mezzogiorno Calogero Mannino, il ministro delle poste e delle telecomunicazioni Carlo Vizzini, il ministro della difesa Salvo Andò, il ministro di grazia e giustizia Claudio Martelli e il politico imprenditore democristiano Ignazio Salvo.
Nel febbraio del 1992, a un paio di settimane dalla sentenza del maxiprocesso Salvo Lima fu convocato per avere un incontro con Salvatore Biondino, stretto collaboratore di Riina, senza presentarsi. In seguito al mancato incontro, anche se ormai la decisione era già stata presa, Salvatore Biondino incaricò Francesco Onorato e Giovanni d'Angelo di organizzare rispettivamente l'omicidio di Lima e del figlio. Dopo circa un mese di pedinamento il 12 marzo 1992 Salvo Lima fu ucciso da Francesco Onorato, mentre per questioni organizzative il figlio fu risparmiato.

### La concezione della trattativa

#### I timori del ministro Mannino
Il giorno stesso dell'omicidio e poi il 16 marzo 1992 il capo della polizia Vincenzo Parisi e il ministro degli interni Vincenzo Scotti diramarono degli allarmi in cui si faceva riferimento a possibili attentati ai danni del presidente del consiglio Giulio Andreotti, del ministro per gli interventi straordinari del Mezzogiorno Calogero Mannino e del ministro delle poste e delle telecomunicazioni Carlo Vizzini. Secondo quanto dichiarato da Susanna Lima l'omicidio di suo padre fu per molti versi inaspettato e colpì notevolmente la classe politica di allora. Particolarmente colpito e intimorito dall'omicidio Lima fu Calogero Mannino, preminente esponente democristiano in Sicilia e all'epoca dei fatti ministro per gli interventi straordinari del Mezzogiorno, anche lui convocato da Cosa nostra in seguito all'esito del maxiprocesso.
La ricostruzione dei fatti che hanno condotto l'allora ministro Calogero Mannino a sollecitare l'apertura di una trattativa con la mafia è dovuta principalmente alla testimonianza del generale di divisione dei carabinieri Giuseppe Tavormina (all'epoca direttore della Direzione Investigativa Antimafia e conoscente dell'onorevole Mannino) e alla pubblicazione di un'intervista fatta a Mannino da Antonio Padellaro (all'epoca vice direttore de L'Espresso e successivamente fondatore de Il Fatto Quotidiano) subito dopo l'omicidio Lima.
Il ministro Mannino, conscio di non essere riuscito a intervenire nel maxiprocesso in difesa di Cosa nostra e quindi preoccupato per la sua incolumità in seguito all'omicidio Lima, si rivolse anziché alla polizia, in cui riponeva scarsa fiducia, a un suo stretto conoscente, Antonio Subranni, all'epoca generale di corpo d'armata dei carabinieri e comandante del raggruppamento operativo speciale (ROS). Non potendo intervenire direttamente sulla sicurezza dell'onorevole il generale Antonio Subranni si adoperò per acquisire nuove informazioni e iniziò ad elaborare una strategia che mutasse il corso degli eventi, in quel momento sfavorevole a Mannino e a tutto il governo. Anche se la richiesta di aiuto di Mannino non può essere imputata come unica causa dell'inizio della trattativa è chiaro come questa sia strettamente collegata alla concezione di quella che sarebbe stata poi definita come "trattativa Stato-mafia".

#### L'omicidio Guazzelli e la strage di Capaci

Istantanea scattata poco dopo la strage di Capaci

Il 4 aprile 1992, a meno di un mese dall'omicidio Lima, il maresciallo dei carabinieri Giuliano Guazzelli fu ucciso da Cosa nostra lungo la strada Agrigento-Porto Empedocle. Secondo quanto dichiarato dal figlio di Guazzelli il padre era un conoscente del ministro Calogero Mannino e intratteneva un rapporto di amicizia con il generale Antonio Subranni con cui si era incontrato qualche giorno prima di essere ucciso. Nonostante il movente dell'assassinio sia incerto, l'omicidio Guazzelli avvenne in coincidenza con i numerosi incontri tenuti tra i generali Antonio Subranni e Giuseppe Tavormina con il ministro Calogero Mannino e l'evento aumentò la sensibilità di Subranni riguardo alla sicurezza propria e dei propri collaboratori.
Il 23 maggio 1992 a circa sei mesi dalla riunione in cui Salvatore Riina dichiarava alla commissione provinciale l'inizio della guerra contro lo Stato avvenne la strage di Capaci in cui persero la vita il giudice Giovanni Falcone, la moglie Francesca Morvillo e tre agenti di scorta: Vito Schifani, Rocco Dicillo e Antonio Montinaro. In seguito alla strage di Capaci il Consiglio dei ministri nella seduta dell'8 giugno 1992 approvò il decreto-legge "Scotti-Martelli" (detto anche "decreto Falcone"), che introdusse l'articolo 41-bis, cioè il carcere duro riservato ai detenuti di mafia. Il giorno successivo giunse una telefonata anonima a nome della sigla "Falange Armata" in cui si minacciava che il carcere non si doveva toccare.

## Svolgimento della trattativa

### L'inizio della trattativa

#### I primi contatti tra Ciancimino e il capitano dei carabinieri

L'arresto di Vito Ciancimino nel 1984, prima dell'inizio della trattativa

Nelle prime settimane del giugno 1992, poco dopo la strage di Capaci e l'introduzione dell'articolo 41-bis, il capitano dei carabinieri Giuseppe De Donno propose a Massimo Ciancimino di organizzare degli incontri con suo padre in modo da ottenere informazioni rilevanti dal punto di vista investigativo relative al fenomeno di tangentopoli e alla nuova strategia mafiosa. il padre di Massimo era Vito Ciancimino, definito come "il più mafioso dei politici ed il più politico dei mafiosi", era un politico della Democrazia Cristiana appartenente al clan dei corleonesi di Salvatore Riina, eletto sindaco di Palermo e assessore ai lavori pubblici durante la sindacatura di Salvo Lima è stato uno dei maggiori artefici del sacco di Palermo. La richiesta e la successiva organizzazione e conferma di un incontro fu possibile grazie al rapporto di familiarità che intercorreva tra il carabiniere Giuseppe De Donno e Massimo Ciancimino, i due infatti entrarono in contatto per la prima volta negli anni ottanta durante il processo di primo grado che coinvolse Vito Ciancimino e la cui indagine fu portata avanti dallo stesso De Donno. Si tennero in tutto altri due o tre incontri che avvennero sempre nella casa di Roma in cui il mafioso risiedeva. Il capitano comunicò così l'iniziativa al suo superiore, il colonnello dei carabinieri Mario Mori, all'epoca capo reparto "criminalità organizzata" del ROS dell'Arma dei Carabinieri.
Il colonnello Mori quindi informò il generale Subranni; a sua volta Ciancimino e il figlio Massimo contattarono Salvatore Riina attraverso Antonino Cinà (medico e mafioso di San Lorenzo). Alla fine del giugno 1992 il capitano De Donno incontrò a Roma la dottoressa Liliana Ferraro, vice direttore degli Affari Penali presso il Ministero della giustizia, alla quale chiese copertura politica al rapporto di collaborazione con Ciancimino; la dottoressa Ferraro, inoltre, lo invitò a riferire al giudice Paolo Borsellino. Il 25 giugno il colonnello Mori e il capitano De Donno incontrarono il giudice Borsellino: secondo quello che viene riferito da Mori e De Donno, durante questo incontro Borsellino discusse con i due ufficiali sulle indagini dell'inchiesta "mafia e appalti". Il 28 giugno Borsellino incontrò a Roma la dottoressa Ferraro, che gli parlò dei contatti tra il colonnello Mori e Ciancimino: tuttavia Borsellino si dichiarò già informato di questi contatti; lo stesso giorno si insediava il Governo Amato I, che nominò l'onorevole democristiano Nicola Mancino come Ministro dell'interno al posto di Vincenzo Scotti. In quel periodo, Salvatore Riina mostrò a Salvatore Cancemi un elenco di richieste dicendo che c'era una trattativa con lo Stato che riguardava pentiti e carcere; sempre in quel periodo, Riina disse anche a Giovanni Brusca che aveva fatto un "papello" di richieste in cambio della conclusione della stagione delle stragi.

#### La strage di via D'Amelio

Via D'Amelio pochi minuti dopo l'esplosione.

Il 1º luglio 1992 il giudice Borsellino, che si trovava a Roma per interrogare il collaboratore di giustizia Gaspare Mutolo, fu invitato al Viminale per incontrare il ministro Mancino; secondo Mutolo, Borsellino tornò dall'incontro visibilmente turbato.

Nello stesso periodo, Giovanni Brusca ricevette da Salvatore Biondino la disposizione di sospendere la preparazione dell'attentato contro l'onorevole Mannino perché erano «sotto lavoro per cose più importanti». Secondo Salvatore Cancemi, in quei giorni Riina insistette per accelerare l'uccisione di Borsellino e per eseguirla con modalità eclatanti.
Il 15 luglio Borsellino confidò alla moglie Agnese che il generale Subranni era vicino ad ambienti mafiosi mentre qualche giorno prima le aveva detto che c'era un contatto tra mafia e parti deviate dello Stato (le consigliava anche di chiudere le serrande della stanza da letto perché era in direzione del Castel Utveggio una base dei servizi segreti a Palermo 
per paura di essere osservato) , e che presto sarebbe toccato pure a lui di morire.

Nello stesso periodo, Riina avrebbe detto a Brusca che la trattativa si era improvvisamente interrotta e c'era «un muro da superare».
Il 19 luglio 1992, con un attentato in via D'Amelio, a Palermo, fu ucciso Paolo Borsellino. Secondo il pubblico ministero Antonino di Matteo, l'assassinio di Borsellino fu eseguito per «proteggere la trattativa dal pericolo che il dott. Borsellino, venutone a conoscenza, ne rivelasse e denunciasse pubblicamente l'esistenza, in tal modo pregiudicandone irreversibilmente l'esito auspicato».
Dal luogo del delitto non verrà mai rinvenuta l'agenda rossa, nella quale il magistrato annotava tutte le sue intuizioni investigative senza separarsene mai. In seguito alla strage di via d'Amelio, il decreto "Scotti-Martelli" fu convertito in legge e oltre 100 detenuti mafiosi, ritenuti particolarmente pericolosi, furono trasferiti in blocco nelle carceri dell'Asinara e di Pianosa e sottoposti al regime del 41 bis, che fu applicato anche ad altri 400 mafiosi detenuti.
Il 20 luglio 1992, il giorno dopo la strage di via d'Amelio, la Procura di Palermo deposita l'istanza di archiviazione dell'indagine definita "Mafia e Appalti", a cui avevano lavorato con grande interesse sia Giovanni Falcone che, successivamente, Paolo Borsellino. Il decreto di archiviazione fu emesso il 14 agosto 1992.

#### La vicenda Bellini
In quello stesso periodo, il maresciallo dei carabinieri Roberto Tempesta contattò Antonino Gioè (capo della Famiglia di Altofonte) attraverso Paolo Bellini (ex terrorista nero e confidente del SISMI) al fine di recuperare alcuni pezzi d'arte rubati. Tramite Gioè, il boss Giovanni Brusca fece sapere a Tempesta che in cambio del recupero di altre preziose opere d'arte, voleva la concessione degli arresti domiciliari per cinque boss mafiosi, tra i quali il padre Bernardo Brusca. Il maresciallo Tempesta si rivolse ai suoi superiori, il colonnello Mario Mori e il capitano Giuseppe De Donno del ROS, e la risposta fu che "la richiesta era improponibile"; Gioè allora minacciò che avrebbero potuto colpire il patrimonio artistico italiano, facendo riferimento ad un attentato alla torre di Pisa.

### Lo sviluppo della trattativa e l'arresto di Riina

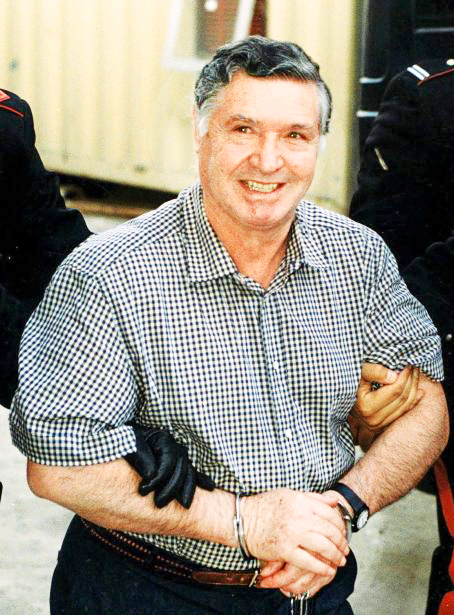
Salvatore Riina in seguito all'arresto

Il 22 luglio il colonnello Mori incontrò l'avvocato Fernanda Contri (segretario generale a Palazzo Chigi) affinché riferisse al presidente del consiglio Giuliano Amato dei contatti intrapresi con Ciancimino.
Il 10 agosto 1992 viene approvato in via definitiva un pacchetto di misure contro la mafia: invio in Sicilia di 7000 uomini dell'esercito; oltre 100 boss mafiosi vengono trasferiti nel carcere dell'Asinara.
Nel settembre 1992 Riina disse a Brusca che la trattativa si era interrotta e quindi ci voleva un altro "colpettino": per questo lo incaricò di preparare un attentato contro il giudice Pietro Grasso, che però non andò in porto per problemi tecnici. Nello stesso periodo, il colonnello Mori incontrò l'onorevole Luciano Violante (all'epoca presidente della Commissione Parlamentare Antimafia) per caldeggiare un incontro riservato con Ciancimino per discutere di problemi politici, che però venne rifiutato da Violante. Tra ottobre e novembre 1992, Giovanni Brusca e Antonino Gioè fecero collocare un proiettile d'artiglieria nel Giardino di Boboli a Firenze al fine di creare allarme sociale e panico per riprendere la trattativa con il maresciallo Tempesta che si era interrotta: tuttavia la rivendicazione telefonica con la sigla "Falange Armata" non fu recepita e per questo il proiettile non fu trovato nell'immediatezza ma solo in un momento successivo. In quel periodo, il generale dei carabinieri Francesco Delfino anticipò al ministro Martelli che Riina sarà individuato ed arrestato entro dicembre; il 12 dicembre il ministro Mancino affermò in un convegno a Palermo che Riina stava per essere catturato. Nello stesso mese, il colonnello Mori consegnò una mappa di Palermo a Ciancimino affinché indicasse dove si trovava il covo di Riina.
Tuttavia, il 19 dicembre Ciancimino venne arrestato dalla polizia per un residuo di pena, prima della riconsegna delle mappe.
Il 15 gennaio 1993, a Palermo, Salvatore Riina, capo di Cosa Nostra, viene arrestato dai carabinieri del ROS, uomini del colonnello Mori e del generale Delfino, che utilizzarono il neo-collaboratore di giustizia Baldassare Di Maggio per identificare il latitante. Era latitante da ben 23 anni. In seguito all'arresto di Riina, si creò un gruppo mafioso favorevole alla continuazione degli attentati contro lo Stato (Leoluca Bagarella, Giovanni Brusca, i fratelli Filippo e Giuseppe Graviano, Matteo Messina Denaro) ed un altro contrario (Michelangelo La Barbera, Raffaele Ganci, Salvatore Cancemi, Matteo Motisi, Benedetto Spera, Nino Giuffrè, Pietro Aglieri), mentre il boss Bernardo Provenzano era il paciere tra le due fazioni e riuscì a porre la condizione che gli attentati avvenissero fuori dalla Sicilia, in "continente".
Il 9 febbraio 1993 giunse un'altra telefonata anonima a nome della sigla "Falange Armata" che minacciava il ministro Mancino, il capo della polizia Vincenzo Parisi e Nicolò Amato (all'epoca direttore del DAP, la direzione delle carceri). Il 10 febbraio il ministro Martelli fu costretto a dimettersi a causa dello scandalo di Tangentopoli e fu sostituito dall'onorevole Giovanni Conso.
Il 6 marzo 1993 il direttore del Dipartimento dell'amministrazione penitenziaria (DAP) Nicolò Amato inviò al ministro Conso una lunga nota in cui esprimeva la sua linea di abbandono totale dell'articolo 41-bis per ripiegare su altri strumenti penitenziari di lotta alla mafia, su sollecitazione del capo della polizia Parisi e del Ministero dell'Interno.
Il 17 marzo 1993 alcuni sedicenti familiari di detenuti mafiosi dell'Asinara e di Pianosa inviarono una lettera minacciosa al Presidente della Repubblica Oscar Luigi Scalfaro e, per conoscenza, al Papa, al Vescovo di Firenze, al Cardinale di Palermo, al presidente del consiglio Giuliano Amato, ai ministri Mancino e Conso, al giornalista Maurizio Costanzo, all'onorevole Vittorio Sgarbi, al CSM e al Giornale di Sicilia. Il 1º aprile un'altra telefonata anonima a nome della sigla "Falange Armata" minacciò il Presidente Scalfaro e il ministro Mancino.

### Gli attentati del 1993

#### Gli attentati di maggio

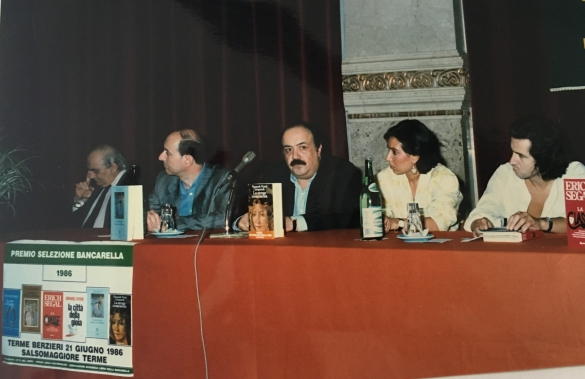
Maurizio Costanzo sette anni prima dell'attentato di via Fauro

La decisione di cosa nostra di iniziare a commettere nuovi attentati fuori dalla Sicilia fu attuata a Roma la sera del 14 maggio 1993 con l'attentato di via Fauro. L'azione dinamitarda non provocò vittime e avvenne tramite l'esplosione di un ordigno subito dopo il passaggio della vettura che trasportava il giornalista Maurizio Costanzo, in quel periodo impegnato a condurre una serie di trasmissioni antimafia. Pur non essendoci un diretto collegamento con l'attentato il giorno successivo il vicedirettore del DAP Edoardo Fazzioli, su richiesta del direttore Nicolò Amato, revocò 121 decreti di sottoposizione al regime del 41-bis di detenuti comuni non mafiosi. Nel corso del 1993 i provvedimenti di applicazione del 41-bis dimezzarono.

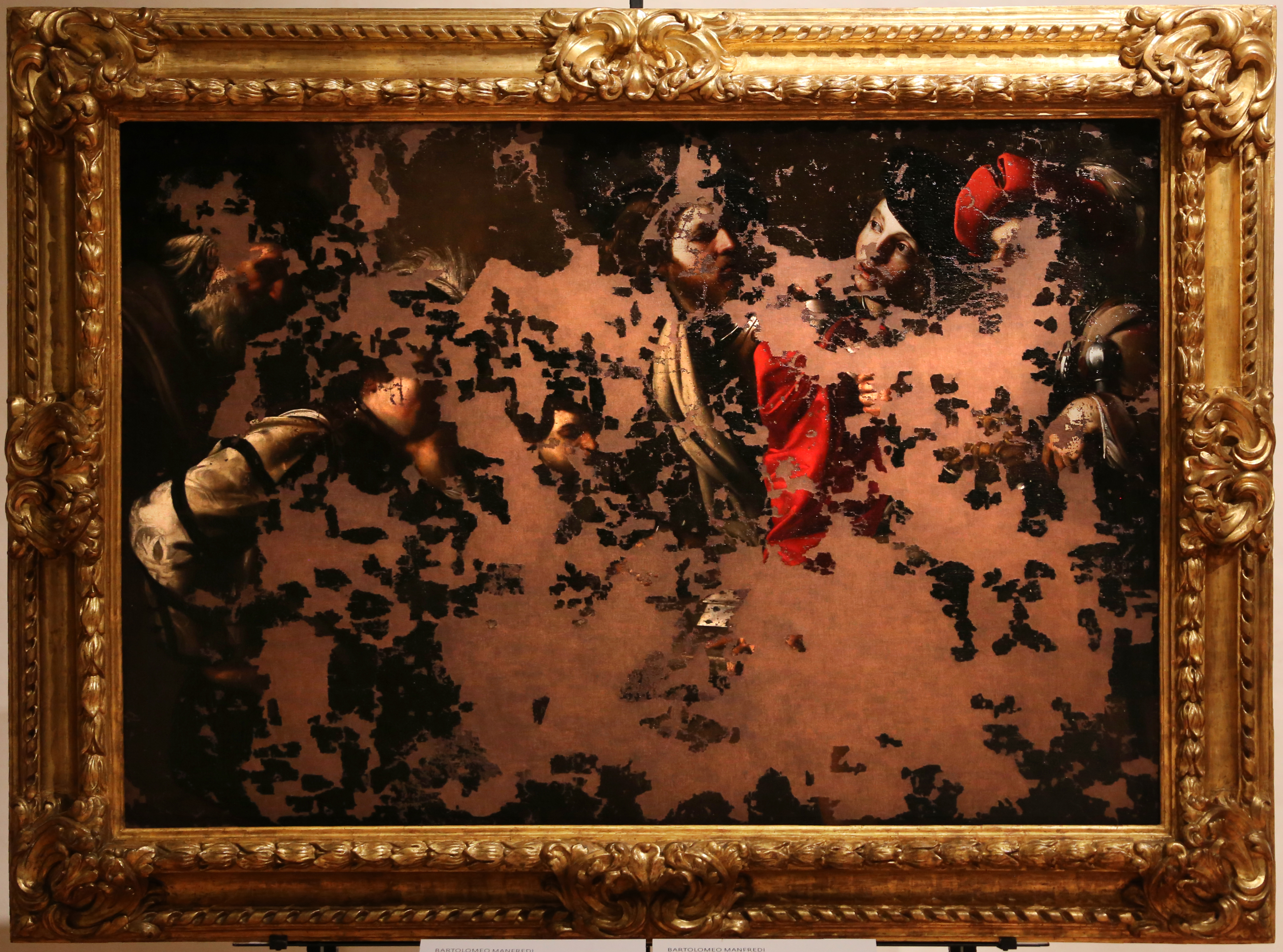
Dipinto danneggiato nella strage di via dei Georgofili

Gli attentati proseguirono il 27 maggio 1993 quando nella notte a Firenze avvenne la strage di via dei Georgofili. Nell'attentato dinamitardo furono ferite quarantotto persone e in cinque persero la vita, tra cui due bambine di nove anni e due mesi; l'esplosione inoltre provocò il crollo di un’ala della Torre del Pulci, sede dell’Accademia dei Georgofili e furono danneggiati anche altri palazzi storici tra cui la Galleria degli Uffizi che subì la perdita di tre dipinti e il danneggiamento di oltre duecento opere d'arte. Secondo la testimonianza di Giovanni Brusca l'attentato fu ordinato dal boss Salvatore Riina "per stuzzicare la controparte" ovvero per riprendere la trattativa e ribadire la volontà di mettere fine ai provvedimenti di 41-bis emessi l'anno prima dal ministro Martelli e che sarebbero scaduti il 20 luglio 1993.
Il 4 giugno 1993 Nicolò Amato fu rimosso dalla direzione del DAP per essere nominato rappresentante dell’Italia nel Comitato europeo per la prevenzione della tortura, incarico che però ricoprì per poco tempo. Nonostante la dirigenza decennale del DAP la rimozione di Nicolò Amato fu probabilmente accelerata dal documento del 6 marzo e dai dissidi che intercorrevano con il presidente della Repubblica Oscar Luigi Scalfaro, sempre negati dal presidente. Al posto di Nicolò Amato fu nominato il procuratore generale presso la corte di appello di Trento Adalberto Capriotti.
I procuratori di Palermo si sono accorti che il 14 giugno la Falange Armata tornò a telefonare, "manifestando soddisfazione per la nomina di Capriotti in luogo di Amato". Il telefonista parlò di una "vittoria della Falange". Seguirono altre telefonate di minaccia a Mancino e al capo della Polizia Parisi (il 19 giugno), poi a Capriotti e al suo vice Di Maggio (il 16 settembre).
Il 26 giugno il dottor Adalberto Capriotti, Direttore Generale del Dipartimento dell'Amministrazione Penitenziaria Pro Tempore, inviò una nota al ministro Giovanni Conso, Ministro di Grazia e Giustizia, in cui spiegava la sua nuova linea di silente non proroga di 373 provvedimenti di sottoposizione al 41 bis in scadenza a novembre, che avrebbero costituito "un segnale positivo di distensione".

#### Gli attentati di luglio
Il 22 luglio Salvatore Cancemi si consegnò spontaneamente ai carabinieri e manifestò subito la volontà di collaborare con la giustizia, venendo trasferito in detenzione extracarceraria presso la sede romana del ROS, sotto la supervisione del colonnello Mori. Tra il 20 e il 27 luglio il DAP prorogò numerosi provvedimenti di sottoposizione al 41 bis in scadenza che riguardavano alcuni detenuti mafiosi di elevata pericolosità. Il 27 luglio il colonnello Mori incontrò il dottor Di Maggio, suo amico e vicedirettore del DAP, per affrontare il "problema detenuti mafiosi".
La proroga dei provvedimenti di sottoposizione al 41-bis innescò l'immediata reazione da parte di cosa nostra che nella notte tra il 27 e il 28 luglio fece esplodere nell'arco di un'ora tra le undici e mezzanotte tre autobombe. Il primo attentato in ordine temporale fu la strage di via Palestro a Milano che provocò la morte di cinque persone e tredici feriti, successivamente davanti alla basilica di San Giovanni in Laterano e alla chiesa di San Giorgio al Velabro avvennero gli attentati alle chiese di Roma, che causarono il ferimento ventidue persone. Il giorno successivo due lettere anonime furono inviate alle redazioni dei quotidiani Il Messaggero e il Corriere della Sera minacciando nuovi e più gravi attacchi.

### DaSicilia Liberaalla fondazione diForza Italia
Il 22 ottobre 1993 il colonnello Mori incontrò nuovamente il dottor Di Maggio. Nello stesso periodo, l'imprenditore Tullio Cannella (uomo di fiducia di Leoluca Bagarella e dei fratelli Graviano) fondò il movimento separatista "Sicilia Libera", che si radunò insieme ad altri movimenti simili nella formazione della "Lega Meridionale".
Nell'ottobre 1993, il collaboratore di giustizia Gaspare Spatuzza, secondo quanto egli stesso dichiarerà poi, incontrò il boss Giuseppe Graviano in un bar di via Veneto a Roma per organizzare un attentato contro i carabinieri durante una partita di calcio allo Stadio Olimpico; sempre secondo Spatuzza, in quell'occasione Graviano gli confidò che stavano ottenendo tutto quello che volevano grazie ai contatti con Marcello Dell'Utri e, tramite lui, con Silvio Berlusconi.
Il 2 novembre 1993 il ministro Conso non rinnovò circa 334 provvedimenti al 41 bis in scadenza per, a suo dire, "fermare le stragi". Tuttavia il 23 gennaio 1994, a Roma, l'attentato all'Olimpico fallì per un malfunzionamento del telecomando che doveva provocare l'esplosione e non fu più ripetuto.
In quel periodo, secondo Tullio Cannella (divenuto un collaboratore di giustizia), Bernardo Provenzano e i fratelli Graviano abbandonarono il progetto separatista di "Sicilia Libera" per fornire appoggio elettorale al nuovo movimento politico "Forza Italia" fondato da Silvio Berlusconi. Secondo il collaboratore di giustizia Nino Giuffrè, i fratelli Graviano trattarono con Berlusconi attraverso l'imprenditore Gianni Jenna per ottenere benefici giudiziari e la revisione del 41 bis in cambio dell'appoggio elettorale a Forza Italia; sempre secondo Giuffrè, anche Provenzano attivò alcuni canali per arrivare a Marcello Dell'Utri e Berlusconi per presentare una serie di richieste su alcuni argomenti che interessavano Cosa Nostra. Anche altri collaboratori di giustizia parlarono dell'appoggio fornito da Cosa Nostra a Forza Italia alle elezioni del 1994. Il 27 gennaio 1994 a Milano vennero arrestati i fratelli Graviano, che si erano occupati dell'organizzazione di tutti gli attentati: da quel momento, la strategia stragista di Cosa Nostra si fermò.

## Eventi successivi

### L'abrogazione articolo 41 bis
Come conseguenza fu revocato l'isolamento a Totò Riina; inoltre furono coinvolte alcune persone che hanno cercato di modificare l'articolo 41 bis o che hanno avuto a che fare con l'articolo. Calogero Mannino, indagato per la trattativa, ha ricevuto un avviso di garanzia in cui "si parla genericamente di "pressioni" che Mannino avrebbe esercitato su "appartenenti alle istituzioni", sulla "tematica del 41 bis", il carcere duro che i capimafia cercavano di far revocare." Furono ascoltati sull'argomento anche Carlo Azeglio Ciampi e Oscar Luigi Scalfaro, al quale fu chiesto per lettera di revocare il decreto legge 41 bis sul carcere duro.

### Altri avvenimenti
Il giornalista Marco Travaglio ha parlato di leggi che sono state proposte e a volte anche approvate da parte di governi sia di centrodestra che di centrosinistra nel corso degli ultimi 15 anni, che potrebbero aver favorito Cosa Nostra e che in alcuni casi rispettano le richieste del Papello per l'alleggerimento del 41 bis. In particolare, ciò riguarderebbe i disegni di legge per la revisione dei processi, la chiusura delle supercarceri di Pianosa e Asinara (nel 1997, con un governo di centrosinistra), le numerose proposte di abolire l'ergastolo (approvate per pochi mesi nel 1999, con il governo D'Alema), i tentativi al Dap per favorire la “dissociazione” dei mafiosi a costo zero, cioè senza che il pentito collabori (a cui si sono opposti tra gli altri il magistrato Alfonso Sabella e il giudice Sebastiano Ardita), l'indulto voluto da Mastella nel 2006 esteso ai reati dei mafiosi diversi da quelli associativi (ma compresi per esempio il voto di scambio e i delitti propedeutici alla commissione di quelli più gravi), la legge del secondo governo Berlusconi che stabilizza il 41 bis rendendone di fatto più facili le revoche.

## Processo

### Primo grado
Il 27 maggio 2013 è iniziato il processo relativo alla vicenda della trattativa Stato-mafia. Il 20 aprile 2018 viene pronunciata la sentenza di primo grado, con la quale vengono condannati a 12 anni di carcere Mario Mori, Antonio Subranni, Marcello Dell'Utri, Antonino Cinà, ad 8 anni Giuseppe De Donno e Massimo Ciancimino, a 28 anni Leoluca Bagarella; sono prescritte, come richiesto dai pubblici ministeri, le accuse nei confronti di Giovanni Brusca, e viene assolto Nicola Mancino. La sentenza è stata emessa dalla Corte d'Assise di Palermo presieduta dal dott. Alfredo Montalto, in un'aula stracolma, alla presenza dei Pubblici Ministeri Antonino Di Matteo, Roberto Tartaglia, Francesco Del Bene e Vittorio Teresi.
L'ex ministro Mannino, coimputato ma che aveva scelto il rito abbreviato, è stato assolto il 4 novembre 2015 dall'accusa di minaccia a corpo politico dello Stato "per non aver commesso il fatto". L'assoluzione è stata confermata in Appello, il 3 febbraio 2020, ed in Cassazione, l'11 dicembre 2020, divenendo definitiva.
Il 13 luglio 2020 veniva prescritto poi Massimo Ciancimino che rispondeva di calunnia aggravata all'ex capo della polizia Gianni De Gennaro e concorso in associazione mafiosa e la cui posizione era stata stralciata dai giudici su istanza dei suoi avvocati.

### Appello
Per gli altri imputati il processo d'appello è iniziato a Palermo nell'aprile 2019.
Nel giugno 2021 la procura generale ha chiesto la conferma delle condanne di primo grado.
Il 23 settembre dello stesso anno la Corte d'assise d'appello di Palermo ha assolto gli ex ufficiali del ROS Mario Mori, Antonio Subranni e Giuseppe De Donno perché "il fatto non costituisce reato" e l'ex senatore Marcello Dell'Utri "per non aver commesso il fatto", accusati di minaccia a Corpo politico dello Stato, mentre sono prescritte le accuse a Giovanni Brusca, viene ridotta a ventisette anni la pena al boss Leoluca Bagarella e viene confermata la condanna a dodici anni del capomafia Antonino Cinà.
Il 6 agosto 2022 sono depositate le motivazioni della sentenza che stabilisce che la trattativa si sostanziò in una "improvvida iniziativa", nell'ottica di voler evitare ulteriori stragi, degli ufficiali dei Carabinieri (comunque assolti dalle accuse di reato) e non politica.

### Cassazione
Il 27 aprile 2023 la Corte di Cassazione ha confermato il ribaltamento della sentenza: pur riconoscendo che la trattativa vi fu, i giudici hanno escluso la rilevanza penale della condotta, assolvendo gli imputati Mori, Subranni e De Donno per assenza dell’elemento soggettivo del reato, cioè del dolo.
La sentenza ha chiarito che l’azione degli ufficiali fu “improvvida” e “spregiudicata”, ma motivata da fini solidaristici, ovvero dalla volontà di “salvaguardare l’incolumità della collettività nazionale” e “tutelare un interesse generale e fondamentale dello Stato”. In altre parole, gli ufficiali agirono “per ragioni convergenti con quelle della vittima del reato”, cioè lo Stato stesso (Corte d’Assise d’Appello di Palermo, pagg. 2074-2075). La Corte di Cassazione ha poi stabilito che non vi fu prova del nesso causale tra il dialogo avviato dagli ufficiali e le minacce mafiose al Governo. Secondo la Suprema Corte, “la mera apertura di un’interlocuzione non può ritenersi idonea, di per sé, a determinare la minaccia al Governo”, evidenziando che tale iniziativa “non fu rivolta agli stessi autori della minaccia né fu accompagnata dalla consapevolezza o accettazione del rischio che ne potesse sortire un rafforzamento del ricatto” (Cass., sent. 2023, pagg. 2120 e 2258).
In sintesi, la trattativa messa in atto da Mori, Subranni e De Donno con la mafia è storicamente accertata, ma non è stata considerata penalmente rilevante in sede giudiziaria, perché mancava l’intenzione dolosa e la prova che gli ufficiali dei ROS volessero davvero favorire il ricatto mafioso.
L'accusa di "violenza e minaccia a Corpo politico dello Stato" - ovvero i governi Ciampi e Amato - nei confronti di Leoluca Bagarella ed Antonino Cinà viene invece riqualificata a "tentata violenza e minaccia a Corpo politico dello Stato". Con la suddetta riqualificazione del reato i due mafiosi sono quindi stati prescritti. Per la minaccia al Governo Berlusconi, Bagarella è stato prescritto, mentre Marcello Dell’Utri è stato ritenuto estraneo ai fatti.

### Controversie
Il magistrato Nino Di Matteo, uno dei principali pubblici ministeri del processo e sostituto procuratore della procura nazionale Antimafia, ha definito la sentenza un “colpo di spugna” che cancella verità scomode per il Paese. In occasione del Festival Internazionale dell'Antimafia a Milano, ha affermato: “Si dovevano cancellare quelle verità che erano state acquisite in primo e secondo grado e che erano troppo scabrose per questo Paese”. Le dichiarazioni di Di Matteo hanno suscitato reazioni nel mondo politico. Il senatore Maurizio Gasparri ha richiesto al Ministro della Giustizia Carlo Nordio di avviare un’azione disciplinare nei confronti del magistrato, accusandolo di aver messo in discussione l’autorità della sentenza definitiva.
Anche il giornalista e direttore di Antimafia Duemila, Giorgio Bongiovanni, ha espresso forti riserve sulla decisione della Cassazione, parlando di “errori clamorosi” da essa commessi e sottolineando l’importanza di mantenere viva la memoria e l’attenzione su questi eventi per comprendere appieno la storia dello Stato italiano.

## Nella cultura di massa

### Libri
- Maurizio Torrealta, La trattativa, Editori Riuniti, 2002
- Piergiorgio Morosini, Attentato alla giustizia, Rubbettino Editore, 2011
- Sebastiano Ardita, Ricatto allo Stato, Sperling & Kupfer, 2011
- Giovanni Fasanella, Una lunga trattativa, Chiarelettere, 2013
- Nicola Biondo, Sigfrido Ranucci, Il patto, Chiarelettere, 2013
- Giovanni Fiandaca, Salvatore Lupo La mafia non ha vinto, Editori Laterza, 2014
- Marco Travaglio, È Stato la mafia, Chiarelettere, 2014
- Saverio Lodato, Nino di Matteo, Il patto sporco, Chiarelettere, 2018
- Marco Travaglio, Marco Lillo, Padrini Fondatori: La sentenza sulla trattativa Stato-mafia che battezzò col sangue la Seconda Repubblica, Paper First, 2018

### Filmografia
- Sabina Guzzanti, La trattativa, 2014

### Teatro
- Marco Travaglio, È Stato la mafia, 2013